# Leopold von Lützow
Leopold Wichard Heinrich Freiherr von Lützow, genannt Leo von Lützow (* 26. März 1786 in Berlin; † 27. August 1844 in Gotha) war ein preußischer Generalleutnant. Wahrscheinlich war er der einzige deutsche Offizier, der in vier Armeen diente, um gegen Napoleon Bonaparte zu kämpfen.

## Leben

### Herkunft
Sein Vater war der preußische Generalmajor Johann Adolph von Lützow (1748–1819), seine Mutter Wilhelmine, geborene von Zastrow (1754–1815).

### Militärkarriere
Im Jahr 1803 trat Leopold von Lützow in die Preußische Armee ein und kämpfte im Vierten Koalitionskrieg 1806/07 gegen Napoléon. Im Jahr 1809 war er Sekondeleutnant im Quartiermeisterstab. Gemeinsam mit seinem Bruder Adolf schloss er sich am 30. April 1809 dem 2. Brandenburgischen Husaren-Regiment unter Major Ferdinand von Schill an. Die Nachricht vom Aufstand in Hessen unter Wilhelm von Dörnberg hatte Schill zum Aufstand gegen die französische Besetzung veranlasst. In der Schlacht bei Dodendorf wurde Adolf von Lützow schwer verwundet. Er wurde von seinem Bruder Leopold gefunden und in Sicherheit gebracht.
Im weiteren Verlauf kam es zu Differenzen zwischen Schill und Lützow, weil sie über die militärische Strategie unterschiedliche Auffassungen hatten. In Stralsund verließ Lützow die Schillschen Jäger, da Schill auf einer Verteidigung Stralsunds bestand, anstatt mit seinen Truppen nach Rügen überzusetzen, um später erneut gegen Napoléon zu kämpfen. Schill wurde von in französischen Diensten stehenden dänischen und holländischen Truppen geschlagen und fiel im Kampf.
Lützow schloss sich der österreichischen Armee an. Nach der Niederlage Österreichs 1809 ging er nach Spanien und kämpfte dort von 1810 bis zum Beginn des Jahres 1812 gegen die französische Armee. Durch die Kapitulation von Valencia am 13. Januar 1812 geriet er in französische Gefangenschaft, aus der er fliehen konnte. Über die Schweiz, Deutschland und Polen reiste er, mitten durch die aufmarschierenden Truppen der Grande Armée, nach Russland. Im Juli 1812 erreichte er die russische Armee bei Drissa und wurde als Oberstleutnant übernommen. Er diente im Russlandfeldzug Napoléons und den folgenden Befreiungskriegen in der russischen Armee. Dabei zeichnete er sich in den ersten Schlachten und Gefechten des Jahres 1813 so aus, dass ihn (und 160 andere russ. Offiziere) der russische General Wittgenstein dem preußischen König Friedrich Wilhelm III. mit Bericht vom 30. September 1813 zur Auszeichnung vorschlug. Mit Allerhöchster Kabinettsorder vom 8. Dezember 1813 antwortete der König „…Ich übersende Ihnen anliegend das Verzeichnis derjenigen 161 Kaiserlich Russischen Offiziere, welche Ich für Auszeichnung in den ersten Schlachten und Gefechten in Sachsen und Schlesien die dabei benannten Orden verliehen habe…“. In der Liste der 67 Verleihungen mit dem Orden Pour le Mérite befand sich auch Lützow.
Im Jahr 1815 trat er erneut in die Preußische Armee ein und nahm im Generalstab Blüchers an der Schlacht bei Ligny und der Schlacht bei Waterloo teil. 1817 wurde er Mitglied der Gesetzlosen Gesellschaft in Berlin. Diese Gesellschaft wurde 1809 gegründet und trug ihren Namen, weil sie keine Statuten hatte. Zu ihren Mitgliedern gehörten unter anderem Wilhelm von Humboldt, Carl von La Roche, Friedrich Carl von Savigny und August Neidhardt von Gneisenau. Lützow wurde 1829 Generalmajor und 1834 Leiter der Allgemeinen Kriegsschule. Im Jahr 1836 erhielt er das Kommando über die 9. Infanterie-Brigade. Zwei Jahre später wurde er Kommandeur der 9. Division und Kommandant der Festung Glogau. Im Jahr 1839 wurde er Generalleutnant, 1843 Gouverneur von Berlin und Chef der Landgendarmerie. Er erhielt mehrere Auszeichnungen, unter anderem den Militär-Verdienstorden für seine Beteiligung an der Völkerschlacht bei Leipzig und das Eiserne Kreuz. Ferner wurde er durch die Verleihung der Ehrenbürgerschaft von Glogau ausgezeichnet.
Leopold von Lützow starb am 27. August 1844 im Alter von 58 Jahren in Gotha. Beigesetzt wurde er auf dem Garnisonfriedhof in Berlin. Das Grabmal ist nicht erhalten.

### Familie
Am 9. April 1815 heiratete er Bertha von La Roche (1793–1830), die Tochter von Carl Georg von La Roche. Mit ihr hatte er sieben Kinder, von denen drei im Kindesalter starben:
- Sophie (1816–1855) ⚭ 1840 Karl von Richthofen (1811–1888)
- Leo Adolf Marquardt (1817–1891), preußischer Kreisgerichtsrat ⚭ 1847 Maria von Orville (Marie d’Orville, Sängerin) (1819–1890)
- Otto (* 1818)
- Mathilde (* 1822)
- Agnes (1825–1826)
- Editha (1828–1830)
- Max (1829–1830)

Am 6. Februar 1835 heiratete er in zweiter Ehe Therese von Richthofen (1816–1839), mit der er einen Sohn hatte.
- Kurt Heinrich Karl (1836–1907), preußischer Generalmajor

⚭ Margarethe von Werder (1840–1872)
⚭ Gertrud von Hoverbeck, genannt von Schoenaich (* 1856)
Seine Frau war die Schwester des Germanisten Karl von Richthofen (1811–1888).